# مقطع الحجار
مكطع الحجار مدينة تقع بمقاطعة مقطع الحجار بولاية البراكنة في جنوب موريتانيا، على الطريق، بين آلاگ وصنكرافة.
تقع مدينة مكطع لحجار في الجزء الجنوبي من موريتانيا علي بعد 365 كلم جنوب شرق العاصمة نواكشوط، كما أنها إحدى المقاطعات التابعة لولاية ولاية لبراكنة. ويعتمد سكان مقطع لحجار على الزراعة وتنمية الحيوانات، أما من الناحية الديمغرافية فيصل سكان هذه المدينة إلى 7000 نسمة كما أن للمدينة أهمية ثقافية كبيرة تستمدها من مؤسساتها العلمية التقليدية (المحظرة) والحديثة (المؤسسات التعليمية)، أما من الناحية الاجتماعية فتضم عدة قبائل من أهمها قبيلة ادكجملة الشرفاء. هذا وتتميز هذه المدينة بموقعها الجغرافي المتميز حيث تعتبر همزة وصل بين 6 ولايات رئيسية في المنطقة.
تضم مقطع لحجار سد من أقدم السدود في مورتانيا وهو يشكل العمود الفقري لاقتصاد المدينة فضلا عن إنتاجه الزراعي فان المياه المحتز فيه تشكل رافدا مهما للمياه الجوفية.